# Bernicija
Bernicija (staroengleski: Bernice, Beornice; latinski: Bernicia) bilo je anglosaksonsko kraljevstvo kojeg su 6. stoljeću osnovali anglijskih doseljenici u današnju jugoistočnu Škotsku i Sjeveroistočnu Englesku.
Teritorij anglijske Bernicije otprilike je odgovarao današnjim engleskim grofovijama Northumberlandu i Durhamu, kao i nekadašnjim škotskim grofovijama Berwickshireu i Istočnom Lothianu, od rijeke Forth do rijeke Tees. Početkom 7. stoljeća se spojila sa susjednim kraljevstvom Deirom te je tako nastalo Kraljevstvo Northumbrija.

## Kraljevi Bernicije
(v. također Popis vladara Northumbrije)
- Ida sin Eoppin (547. – 559.)
- Glappa sin Idin (559. – 560.)
- Adda sin Idin (560. – 568.)
- Aethelrik sin Idin (568. – 572.)
- Theodrik sin Idin (572. – 579.)
- Frithuvald (579. – 585.)
- Hussa (585. – 593.)
- Aethelfrith (593. – 616.)

pod deirskom vlašću (616. – 633.)
- Eanfrith Bernicijski sin Aethelfrithov (633. – 634.)

Pod Aethelfrithovim sinom Osvaldom Bernicija se je ujedinila Deirom te je tako 634. godine nastalo Kraljevstvo Northumbrija.